# 桂陽郡
桂陽郡（けいよう-ぐん）は、中国にかつて存在した郡。漢代から唐代にかけて、現在の湖南省南部・広東省北部・広西チワン族自治区北東部にまたがる地域に設置された。

## 概要
漢の高祖のとき、桂陽郡が立てられた。前漢の桂陽郡は荊州に属し、郴・臨武・便・南平・耒陽・桂陽・陽山・曲江・含洭・湞陽・陰山の11県を管轄した。王莽のとき、南平郡と改称された。
後漢が建てられると、桂陽郡の称にもどされた。桂陽郡は郴・便・耒陽・陰山・南平・臨武・桂陽・含洭・湞陽・曲江・漢寧の11県を管轄した。
晋のとき、桂陽郡は郴・耒陽・便・臨武・晋寧・南平の6県を管轄した。
南朝宋のとき、桂陽郡は湘州に属し、郴・耒陽・南平・臨武・汝城・晋寧の6県を管轄した。
南朝斉のとき、桂陽郡は郴・臨武・南平・耒陽・晋寧・汝城の6県を管轄した。
589年（開皇9年）、隋が南朝陳を滅ぼすと、桂陽郡は廃止されて、郴州に編入された。607年（大業3年）に州が廃止されて郡が置かれると、郴州が桂陽郡と改称された。桂陽郡は郴・臨武・盧陽の3県を管轄した。
621年（武徳4年）、唐が蕭銑を平定すると、桂陽郡は郴州と改められ、郴・盧陽・義章・臨武・平陽・晋興の6県を管轄した。742年（天宝元年）、郴州は桂陽郡と改称された。758年（乾元元年）、桂陽郡は郴州と改称され、桂陽郡の呼称は姿を消した。